# Menno Snel

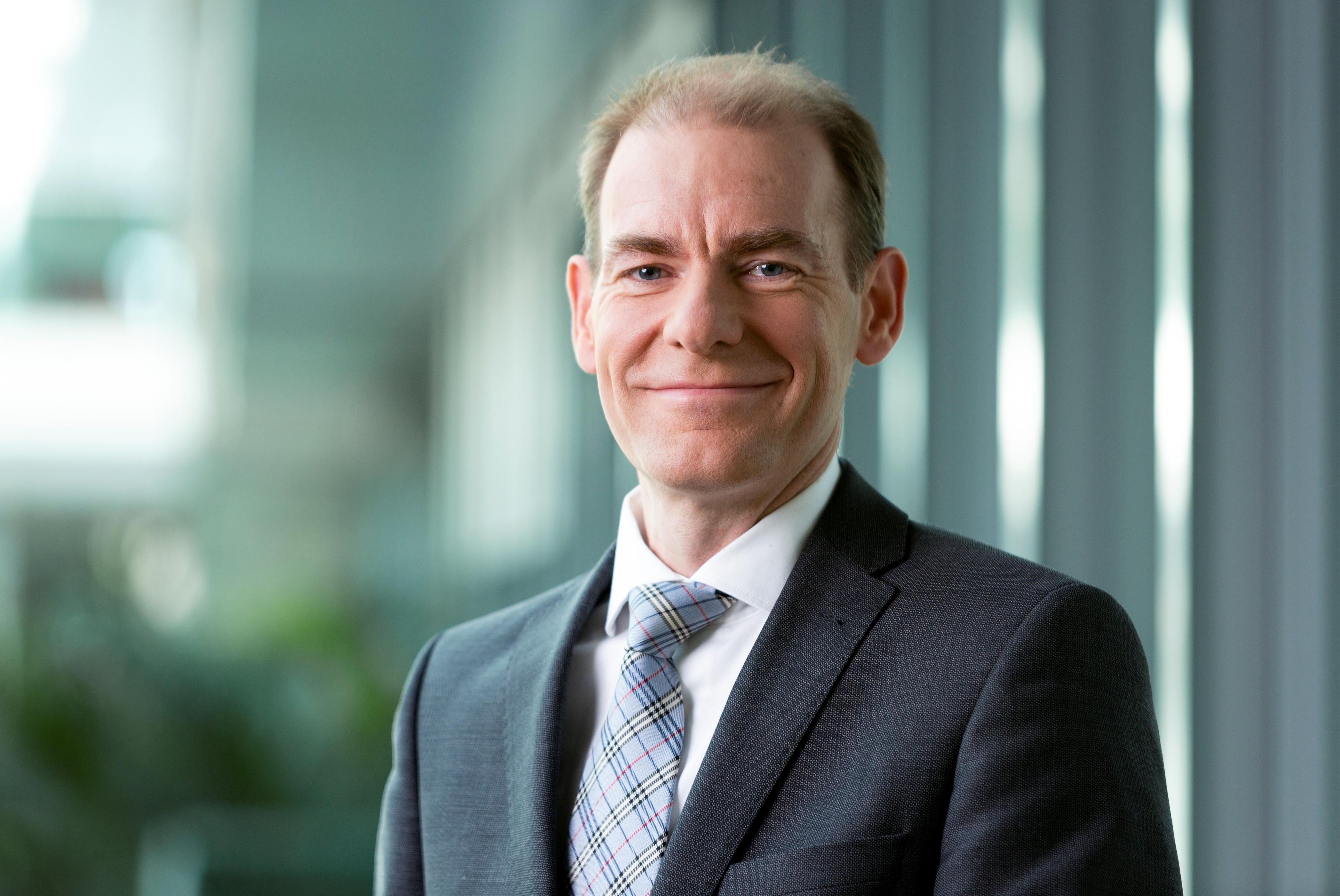
Menno Snel

Menno Snel (* 29. Oktober 1970 in Vleuten-De Meern) ist ein niederländischer Politiker der linksliberalen D66. Von Oktober 2017 bis Dezember 2019 war er Staatssekretär der Finanzen im Kabinett Rutte III.

## Leben
Snel absolvierte 1994 ein Studium der Wirtschaftswissenschaft an der Reichsuniversität Groningen. Seine Laufbahn begann er 1995 als Referent im Ministerium der Finanzen. Bis 2009 hatte er hier verschiedene Funktionen inne, darunter die des stellvertretenden Leiters des Generaldirektorats Steuerangelegenheiten. Danach leitete er zwei Jahre lang die Direktion Strategie bei der Rentenversicherungsanstalt APG Groep. Von 2011 bis 2016 vertrat er die Niederlande und die Länder der niederländischen Wahlgruppe im Exekutivdirektorium des Internationalen Währungsfonds (IWF) in Washington, D.C. 2016 wurde er Vorstandsvorsitzender beim Finanzinstitut Nederlandse Waterschapsbank.
Am 26. Oktober 2017 wurde Snel zum Staatssekretär der Finanzen im dritten Kabinett Rutte ernannt. Er trat am 18. Dezember 2019 aufgrund eines unrechtmäßigen Vorgehens der Steuerbehörden zurück (siehe Toeslagenaffaire).